# Music City Bowl 2022
Match précédent Match suivant
Le Music City Bowl 2022 est un match de football américain de niveau universitaire joué après la saison régulière de 2022, le 31 décembre 2022 au Nissan Stadium situé à Nashville dans l'État du Tennessee aux États-Unis. 
Il s'agit de la 24e édition du Music City Bowl.
Le match met en présence l'équipe des Hawkeyes de l'Iowa issue de la Big Ten Conference et l'équipe des Wildcats du Kentucky issue de la Southeastern Conference.
Il débute vers 11 heures locales (18 heures en France) et est retransmis à la télévision par ABC.
Sponsorisé par la société TransPerfect (en), le match est officiellement dénommé le 2022 TransPerfect Music City Bowl.
Iowa remporte le match sur le score de 21 à 0. 

## Présentation du match
| Équipes                                                                                          | Couleurs | Conférences | Entraîneurs                    | Stats. saison rég. | Classements avant le bowl | Classements avant le bowl | Classements avant le bowl |
| ------------------------------------------------------------------------------------------------ | -------- | ----------- | ------------------------------ | ------------------ | ------------------------- | ------------------------- | ------------------------- |
| Équipes                                                                                          | Couleurs | Conférences | Entraîneurs                    | Stats. saison rég. | CFP                       | AP                        | Coaches                   |
| Hawkeyes de l'Iowa                                                                               |          | B10         | Kirk Ferentz (en) (24e saison) | 7 - 5              | NC                        | NC                        | NC                        |
| Wildcats du Kentucky                                                                             |          | SEC         | Mark Stoops (en) (10e saison)  | 7 - 5              | NC                        | NC                        | NC                        |
| - Arbitre : Mark Duddy (Pac-12) - Équipe donnée favorite par les bookmakers : Iowa par 2½ points |          |             |                                |                    |                           |                           |                           |

Il s'agit de la 2e rencontre entre les deux équipes, le précédent étant la dernière édition du Citrus Bowl remporté par Kentucky :
| Saison | Date             | Vainqueur | Score   | Perdant | Compétition |
| ------ | ---------------- | --------- | ------- | ------- | ----------- |
| 2021   | 1er janvier 2022 | Kentucky  | 20 - 17 | Iowa    | Citrus Bowl |

### Hawkeyes de l'Iowa
Avec un bilan global en saison régulière de 7 victoires et 5 défaites (5-4 en matchs de conférence), Iowa est éligible et accepte l'invitation pour participer au Music City Bowl 2022.
Ils terminent 4e de la Division West de la Big Ten Conference derrière Purdue, Illinois et Minnesota.
À l'issue de la saison 2022 (bowl non compris), ils n'apparaissent pas dans les classements CFP, AP et Coaches.
Il s'agit de leur première participation au Music City Bowl.
| Logo     | Postes                                              | Joueurs                                             | Statistiques                                                     |
| -------- | --------------------------------------------------- | --------------------------------------------------- | ---------------------------------------------------------------- |
|          | Quarterback                                         | Spencer Petras                                      | 157/281 passes réussies pour 1 725 yards, 5 TDs, 5 interceptions |
| Coureur  | Kaleb Johnson                                       | 142 courses pour 762 yards nets gagnés et 6 TDs     |                                                                  |
| Receveur | Sam Laporta                                         | 53 réceptions pour 601 yards et 1 TD                |                                                                  |
| Effectif | Listing et statistiques du roster 2022 des Hawkeyes | Listing et statistiques du roster 2022 des Hawkeyes |                                                                  |

### Wildcats du Kentucky
Avec un bilan global en saison régulière de 7 victoires et 5 défaites (en matchs de conférence), Kentucky est éligible et accepte l'invitation pour participer au Music City Bowl 2022.
Ils terminent 4e de la Division East de la Southeastern Conference derrière #1 Georgia, #6 Tennessee et #22 Mississippi State.
À l'issue de la saison 2022 (bowl non compris), ils n'apparaissent pas dans les classements CFP, AP et Coache /s.
Il s'agit de leur 6e participation au Music City Bowl :
| Saisons | Dates            | Vainqueurs                         | Scores  | Finalistes                 | Bilan     |
| ------- | ---------------- | ---------------------------------- | ------- | -------------------------- | --------- |
| 2006    | 29 décembre 2006 | Kentucky                           | 28 - 20 | Tigers de Clemson          | V : 1 - 0 |
| 2007    | 31 décembre 2007 | Kentucky                           | 35 - 28 | Seminoles de Florida State | V : 2 - 0 |
| 2009    | 27 décembre 2009 | Tigers de Clemson                  | 21 - 13 | Kentucky                   | D : 2 - 1 |
| 2017    | 29 décembre 2017 | #21 Wildcats de Northwestern (7-5) | 24 - 22 | Kentucky                   | D : 2 - 2 |

| Logo     | Postes                                              | Joueurs                                             | Statistiques                                                       |
| -------- | --------------------------------------------------- | --------------------------------------------------- | ------------------------------------------------------------------ |
|          | Quarterback                                         | Will Levis                                          | 185/283 passes réussies pour 2 406 yards, 19 TDs, 10 interceptions |
| Coureur  | Christopher Rodriguez Jr.                           | 175 courses pour 904 yards nets gagnés et 6 TDs     |                                                                    |
| Receveur | Dane Key                                            | 31 réceptions pour 472 yards et 6 TDs               |                                                                    |
| Effectif | Listing et statistiques du roster 2022 des Wildcats | Listing et statistiques du roster 2022 des Wildcats |                                                                    |